# Pseudonirmus charcoti
Pseudonirmus charcoti är en insektsart som först beskrevs av Neumann 1907.  Pseudonirmus charcoti ingår i släktet Pseudonirmus och familjen fjäderlöss. Inga underarter finns listade i Catalogue of Life.